# Titanotrihum
Titanotrihum (lat. Titanotrichum), rod gesnerijevki smješten u vlastiti tribus Titanotricheae, dio potporodice Gesnerioideae. Jedina vrsta je T. oldhamii, to je višegodišnji ili rizomatski geofit i prvenstveno raste u suptropskom biomu. Domaće područje ove vrste je Kina (Fujian), S. Nansei shoto (Ryukyu) do Tajvana.

## Opis
Titanotrichum, koji ima jednu vrstu T. oldhamii, rasprostranjen je u južnom Japanu (uključujući otočje Ryukyu), istočnoj Kini (Fujian) i Tajvanu. Ove disjunktne populacije sugeriraju nekada mnogo širu distribuciju, a ograničena mjesta unutar kojih sada raste znače da je osjetljiva na izumiranje u divljini.
To je jedini rod izvan Novog svijeta koji proizvodi rizome. Raste u zasjenjenim područjima u dolinama, 100-1200 m, a može se uzgajati iu hladnim i umjerenim klimatskim uvjetima vani.
Rod je stavljen u strupnikovke (Scrophulariaceae), ali se više puta smatrao da pripada Gesneriaceae. Wang et al. (1990, 1992, 1998) svrstali su je u potonju porodicu u vlastiti tribus (Titanotricheae). Morfološke, molekularne i populacijsko genetičke studije temeljene na nekoliko pristupa iz Tajvana, južnog Japana i kontinentalne Kine, proveli su Wang & Cronk (2003.) i Wang et al. (2004a,b). Podaci sugeriraju da se Titanotrichum mora smjestiti unutar Gesneriaceae. Nije povezana s rodovima Starog svijeta, ali mora biti uključena kao vlastito pleme u Gesnerioideae (uključujući Coronantheroideae).
Pojedinačna atraktivna vrsta bila je u širokom uzgoju, ali razmnožavanje je nužno bilo putem vegetativnog kloniranja (reznice, propagule), jer je postavljanje sjemena na biljke bilo nemoguće. Ispostavilo se da u divljini postoje i drugi klonovi koji su dovedeni u uzgoj, a vrsta je skromno plodna kada se oprašuje drugim klonovima.

## Sinonimi
- Matsumuria oldhamii (Hemsl.) Hemsl.; Bull. Misc. Inform. Kew 1909: 361 (1909)
- Rehmannia oldhamii Hemsl.; (1889)